# FLAT (アンソロジーコミック)
『FLAT』（フラット）は、1999年にワニマガジン社が発行した日本の村田蓮爾企画編集フルカラーコミック。村田蓮爾や草彅琢仁等漫画というよりイラストーリーに近い性質を持つ作品も収録されている。また、松本嵩春、TRVOR BROWNは白黒の漫画作品となっている。

## 受賞歴
- 第34回造本・装幀コンクール展 日本書籍出版協会理事長賞コミック部門[1]

## 掲載作品
- 浅田寅ヲ - 暴力長者
- 浅田弘幸 - Blue Orange
- 安倍吉俊 - 古街
- OKAMA - 自殺は朝
- 草彅琢仁 - GAMMARAY
- 沓澤龍一郎 - イスラマバード ジャイアンツ
- こと - usual holiday
- 小林治 - LOVE POWER
- 佐藤肇 - DEAD CIRCLE
- たかたよしあき - 恋愛少年
- 田島昭宇 - 7月4日ハレ。
- 多田由美 - 庭の木
- 田中達之 - 五次元療法
- 寺田克也 - BBC
- トク - スポーグ
- TRVOR BROWN - MEDICAL FUN
- 中井幸生 - Sex in Zero Gravitity
- 西坂潤 - 橋を渡る
- 韮沢靖 - FAILY TALES
- HIMEKO - REVERSE 1983
- 睦 - 避暑地の出来事
- 前田真宏 - Hele mai la
- 籬讒贓 - THE PRONG
- 松本嵩春 - THEY MIGHT BE GIANTS
- むらかわみちお - 雪蓮
- 村田蓮爾 - egg
- 森本晃司 - 電子風景
- 山崎貴一 - ずっと思ってました…
- YUG - SWING WINGS
- 羊子 - MY PERFECT WORLD

## 書籍情報
- 村田蓮爾企画編集フルカラーコミック FLAT（1999年10月発売、ISBN 978-4898292686）3,600円（税別）